# Tvrdošín
 Ovo je glavno značenje pojma Tvrdošín. Za okrug pogledajte Okrug Tvrdošín.
 Tvrdošín (mađ. Turdossin, njem. Turdoschin, polj. Twardoszyn) je grad u Žilinskom kraju u sjevernoj Slovačkoj u blizini granice s Poljskom. Grad je upravno središte Okruga Tvrdošín. 

## Zemljopis
Grad je smješten na slivu rijeka  Orave i Oravice, 12 km od poljske granice i 32 km od Donjeg Kubina. Sastoji se od tri naselja Krásna Hôrka, Medvedzie i Tvrdošín.

## Povijest
Grad se spominje u Zobor dokumenatu Bele III. iz 1183. Status Slobodnog kraljevskog grada dobio je 1369.

## Stanovništvo
| Godina:     | 1993. | 2003.   | 2013.   | 2023.   |
| ----------- | ----- | ------- | ------- | ------- |
| Broj ljudi: | 9386  | 9464    | 9360    | 8760    |
| Razlika:    |       | +0,83 % | -1,09 % | -6,41 % |

| Godina:     | 2022. | 2023.   |
| ----------- | ----- | ------- |
| Broj ljudi: | 8812  | 8760    |
| Razlika:    |       | -0,59 % |

Po popisu stanovništva iz  2001. godine grad je imao 9.544 stanovnika. Prema etničkoj pripadnosti najviše je bilo Slovaka 99,03 %, Čeha 0,53 % i Poljaka 0,19 %.  Prema vjeroispovijesti najviše je rimokatolika 92,10 %, ateista je bilo 4,84 % a luterana 1,18 %.

## Vanjske poveznice
- Službena stranica grada

### Ostali projekti
|  | Zajednički poslužitelj ima još gradiva o temi Tvrdošín |